# Iglesia de Santa María (Mundaca)

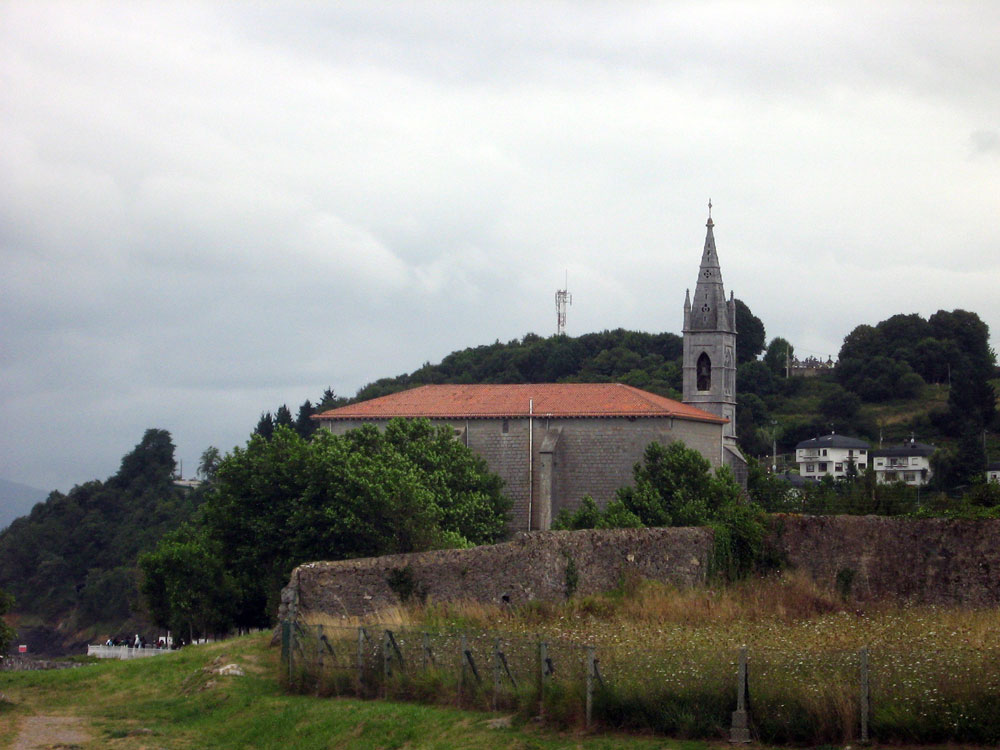
Iglesia vista desde la Ermita de Santa Catalina.

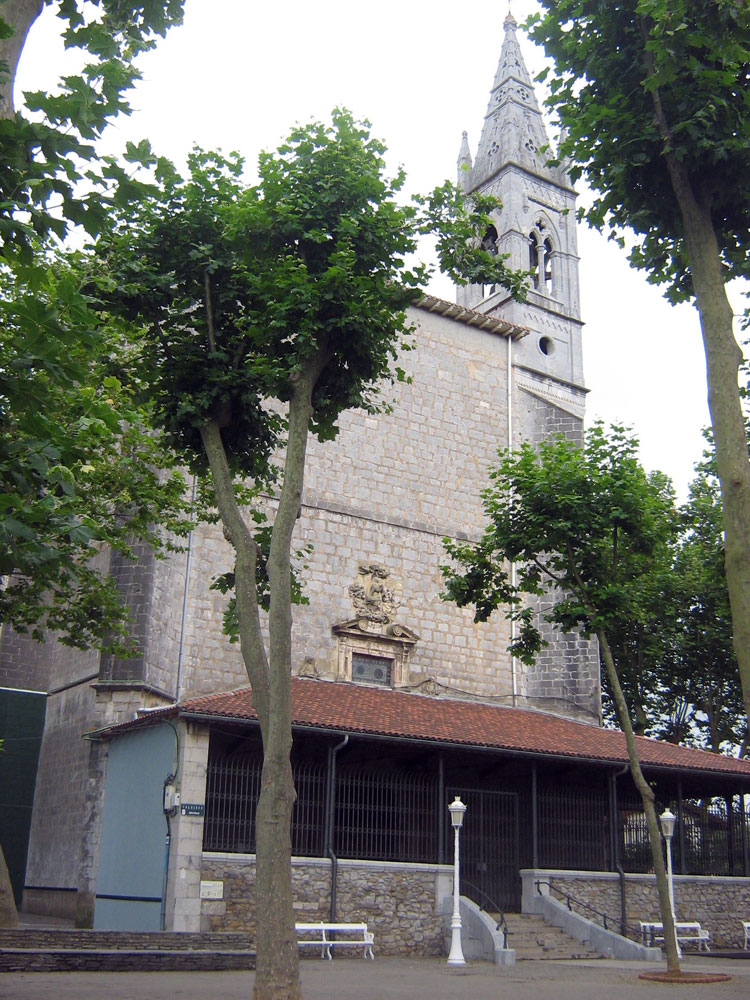
Fachada principal y torre.

La iglesia de Santa María es un templo religioso bajo la advocación de Santa María en la localidad de Mundaca, en la provincia de Vizcaya, comunidad autónoma de País Vasco, en España.

## Historia
Históricamente hay referencias a esta iglesia parroquial desde el siglo XI, pues aparece mencionada en un documento de donación del año 1071. Dicho documento se halla, según la web del ayuntamiento de Mundaca, en el Monasterio de San Juan de la Peña (al suroeste de Jaca, Aragón), debido a que en dicho año la iglesia fue agregada a dicho monasterio junto con la puebla de Mundaca.
Aunque en la actualidad la iglesia está rodeada de un parque con juegos infantiles, en origen estuvo ubicada junto a la Casa-Torre de los Munaca, pero este edificio fue destruido en la lucha de bandos por Gómez González de Butrón en 1446, dejando su entorno despejado como hoy se encuentra.
La iglesia se ha desarrollado a lo largo del tiempo de la mano del municipio. Así, cuando este se modernizó entre los siglos XIX y XX debido a los ingresos obtenidos por los navegantes la iglesia hizo lo propio, transformándose la anteiglesia. A partir del siglo XX el edificio mantiene su estado, siendo uno de los principales referentes turísticos de la localidad.
En el interior del templo se rinde culto a una reliquia de San Pedro Apóstol.

## Estructura
En el siglo X la iglesia se proyectó en estilo románico, pero en el siglo XVI fue destruida. En su reconstrucción, iniciada en el primer tercio del siglo XVI, se planteó como un edificio de planta gótica tardía. Las obras se prolongaron durante todo el siglo, concluyendo en una fachada oeste con portada renacentista y capiteles jónicos. Además, en el siglo XIX se le añadieron tanto la torre como el pórtico actuales.